# Bitwa pod Kaliszem (1813)
Bitwa pod Kaliszem – bitwa stoczona 13 lutego 1813 w Tyńcu pod Kaliszem między wojskami francusko-sasko-polskimi dowodzonymi przez gen. Jean Louis Reyniera a wojskami rosyjskimi pod dowództwem gen. Ferdynanda von Wintzingerode.

## Sytuacja
Cofająca się Wielka Armia miała wedle wytycznych Napoleona utrzymać się na linii Wisły i Bugu, lecz w obliczu niemożności utrzymania Torunia, Bydgoszczy, Płocka i Warszawy, Napoleon rozkazał, aby dowodzący odwrotem książę Eugeniusz de Beauharnais wydał bitwę na przedpolach Warszawy. Szczupłość sił, a także tajne układy między Rosjanami i Austriakami spowodowały, iż praktycznie nie używany w kampanii 1812 roku austriacki korpus Schwarzenberga, formalnie sprzymierzony z Francją, stosując serię uników, umożliwił Rosjanom wtargnięcie w głąb Księstwa. Rosjanie szybko zajmowali tereny Księstwa Warszawskiego, mogące w przyszłości decydować o odbudowaniu siły militarnej polskiej. Rozpoczęto odwrót. Napoleon wyznaczył do utrzymania linię Poznań-Warszawa. Rosjanie kierowali się z Bydgoszczy, Torunia i Płocka na Piłę i Poznań. Weszli na tyły koncentrującej się w Poznaniu, uszczuplonej Wielkiej Armii. Przekroczywszy Wartę na zachód od Poznania na linii z Oborniki-Buk, Rosjanie posuwali się na południowy wschód w kierunku Kalisza, bijąc rozmieszczony na leżach zimowych m.in. 4 Pułk Legii Nadwiślańskiej. Miało to duży wpływ na niekompetentnego księcia Eugeniusza, który zarządził odwrót w kierunku Berlina. Tymczasem na linii Pilicy Rosjanie pozostawili jedynie jeden pułk kawalerii. Przy dobrym współdziałaniu korpusów marszałka Augereau w Berlinie i Eugeniusza Poznaniu oraz cofającego się korpusu polskiego księcia Józefa Poniatowskiego można byłoby eliminować Rosjan działających w małych liczebnie ugrupowaniach i przecinać ich linie komunikacyjne. Ale w sytuacji paniki Witzingerode miał niejako zagwarantowaną pozycję zachowującą po jego stronie i efekt zaskoczenia, i inicjatywę.
Kalisz był miejscem ponownego formowania oddziałów polskich po klęsce kampanii 1812 roku i osiągnął bardzo dobrą mobilizację kawalerii dymowej oraz rekrutów piechoty z poboru. Nadto w Kaliszu na leżach zimowych stały niektóre pułki polskie. W obliczu natarcia rosyjskiego gen. Jean Louis Ebenezer Reynier dysponował więc oddziałami swego korpusu saskiego jak i polskimi.

## Przebieg
Cofający się z terenów Księstwa Warszawskiego korpus dowodzony przez generała armii francuskiej Jeana Louisa Reyniera, Szwajcara z pochodzenia, stanął pod Kaliszem. Tutaj dogonił go rosyjski korpus generała Witzingerodego i z marszu uderzył na stojącą na wschodnim brzegu Prosny ariergardę, którą stanowiła francuska dywizja Lecoqa. Po krótkiej walce Francuzi zostali rozbici. Następnie Rosjanie zaatakowali sam Kalisz. Zażarty opór, jaki stawiły dwa pułki polskiej piechoty, pozwolił reszcie korpusu Reyniera wycofać się z miasta i ruszyć w kierunku Odry. W bitwie pod Kaliszem gen. Reynier stracił około 1 000 żołnierzy.
Jakkolwiek formowanie wojska polskiego po klęsce kampanii 1812 kierowane było przed bitwą pod Kaliszem przez gen. Izydora Krasińskiego, to wraz z korpusem sasko-francuskim z miasta wycofały się silne oddziały polskie pod dowództwem gen. Edwarda Żółtowskiego, któremu gen. Krasiński przekazał dowodzenia dwa dni wcześniej. W skład tego kombinowanego korpusu wchodziły:
- 2 Dywizja Piechoty gen. Izydora Krasińskiego, w tym: 2 Pułk Piechoty pod dowództwem ppłk. Jana Krukowieckiego i 14 Pułk Piechoty pod dowództwem ppłk. Jana Winnickiego,
- z 1 Dywizji Piechoty: jeden batalion 15 Pułku Piechoty,
- brygada kawalerii gen. Benedykta Łączyńskiego, w tym 4 Pułk Strzelców Konnych płk. Dulfusa, część 14 Pułku Kirasjerów płk. Kazimierza Dziekońskiego i 15 Pułk Ułanów płk. Augusta Trzcielskiego,
- z brygady gen. Umińskiego: 2 Pułk Ułanów pod dowództwem płk. Józefa Rzodkiewicza,
- bateria konna pod dowództwem Jana Szwerina (6 dział),
- kompania żandarmerii,
- kolumny zaopatrzenia wojskowego,

a także zakłady pułkowe:
- zakład 5 Pułku Strzelców Konnych,
- zakład 6 Pułku Ułanów,
- zakład 7 Pułku Ułanów,
- zakład 8 Pułku Ułanów,
- zakład 10 Pułku Huzarów.

Ogółem na dzień 14 lutego stanowiło to 275 oficerów oraz 7388 podoficerów i żołnierzy. Wielu jednak żołnierzy stanowiło nowy pobór, a zatem ich wartość mogła rosnąć dopiero wraz z wyszkoleniem i walką. Wielu z nich nie było umundurowanych, tak więc wyruszając w kierunku Głogowa część z nich dezerterowało.

## Skutki
Rosjanie pieczętowali sukces, jakim było zajęcie niewielkimi siłami terytorium Księstwa  Warszawskiego po granice ze Śląskiem i do Odry. Za linią, ustaloną po wycofaniu się oddziałów księcia Eugeniusza z Poznania, pozostały broniące się twierdze Gdańsk, Modlin i Zamość.
Nadto kierujący się na prawym skrzydle Wielkiej Armii korpus księcia Józefa Poniatowskiego został odcięty od bezpośredniego kontaktu z Wielką Armią i znalazł się w niewygodnym sąsiedztwie korpusu austriackiego Schwarzenberga, w związku z czym będzie zmuszony dołączyć do Napoleona idąc przez Kraków i Śląsk pod kuratelą austriacką. Dla Austriaków stanowiło to silne niebezpieczeństwo obnażenia ich podwójnej gry, polegającej na zachowaniu pozorów wobec Napoleona i pełnej współpracy z carem Aleksandrem. Dowolny atak na pozycje rosyjskie powodowałby, iż słabe siły obserwacyjne zostałyby zniesione, front odwróciłby się na kierunek południowy, a Austriacy zmuszeni byliby do jednoznacznego opuszczenia Napoleona lub podjęcia działań militarnych wobec Rosjan.
Dla Armii Księstwa Warszawskiego oznaczało to odcięcie części sił. Z księciem Józefem na Kraków cofało się około 14 tys. żołnierzy, 1 tys. pozostał jako obsada twierdzy Częstochowa, a 7 tys. zostało odciętych w Kaliszu i cofało się swoją drogą na zachód.